# Silometopoides asiaticus
Silometopoides asiaticus là một loài nhện trong họ Linyphiidae.
Loài này thuộc chi Silometopoides. Silometopoides asiaticus được Kirill Yuryevich Eskov miêu tả năm 1995.